# Lost Horizon (1937)
Lost Horizon is een Amerikaanse film uit 1937, geregisseerd door Frank Capra.
Het scenario is gebaseerd op de gelijknamige roman van James Hilton. Lost Horizon werd in 1973 nogmaals verfilmd.

## Verhaal
Een piloot besluit de onrust in China te ontvluchten door tijdens zijn werk het vliegtuig waar hij mee vliegt te kapen. Hij vergeet echter de brandstofmeter in de gaten te houden en het vliegtuig stort neer in de Himalaya. De piloot komt hierbij om, maar de kleine groep inzittenden overleeft het ongeluk. Zij bevinden zich nu echter volledig geïsoleerd van de buitenwereld.
De groep wordt gered door Chang en meegenomen naar Shangri-La, een vallei afgeschermd van de kou uit de hoge bergen. De bewoners hier worden geleid door een mysterieuze Hoge Lama.
Hoewel de groep eerst graag zo snel mogelijk terug wil naar de beschaving, gaan steeds meer van de nieuwkomers van de plek houden. Onder hen bevinden zich de academicus Alexander Lovett, charlatan Henry Barnard en de terminaal zieke Gloria Stone, die na haar aankomst in de vallei op wonderbaarlijk wijze lijkt te genezen. De Britse diplomaat Robert Conway is ook helemaal weg van de plek, vooral nadat hij Sondra ontmoet, een vrouw die in Shangri-la is opgegroeid. Conway’s jongere broer, George, en Maria, een andere jonge inwoonster, vinden de vallei echter niets en willen zo snel mogelijk weg.
Conway ontdekt uiteindelijk dat het ongeluk en hun aankomst in de vallei geen toeval waren. Hij is door de Hoge Lama naar deze plek gebracht. De Hoge Lama beweert zelf al honderden jaren oud te zijn. De magisch eigenschappen van het door hem hier geschapen paradijs hebben hem een uitzonderlijk lang leven gegeven. Hij voelt nu echter zijn einde naderen, en is op zoek naar een wijs man die hem kan opvolgen. Het liefst iemand met kennis van de moderne wereld.
George weigert het verhaal van de Lama te geloven. Dit stelt Conway voor de keuze tussen loyaliteit en liefde. Hij kiest uiteindelijk met tegenzin de kant van zijn broer en de twee vertrekken samen met Maria. Dagenlang maken ze een uitputtende tocht door de sneeuw. Op een gegeven moment bezwijkt Maria door de harde omstandigheden. Wanneer de broers haar dode lichaam onderzoeken, blijkt ze te zijn veranderd in een stokoude vrouw. Omdat ze Shangri-La heeft verlaten is haar lichaam razendsnel verouderd naar de leeftijd die ze eigenlijk had moeten hebben. Wanneer George de oude Maria ziet, draait hij door en springt in een ravijn.
Conway zet door en ontmoet uiteindelijk een expeditieteam dat op zoek was naar het vliegtuigwrak en eventuele overlevenden. Hij heeft door alle gebeurtenissen echter zijn herinneringen aan Shangri-la verloren. Pas als hij weer op weg is naar Engeland keren zijn herinneringen terug. Hij maakt meteen rechtsomkeer. Hij haast zich terug naar Shangri-la en accepteert het aanbod van de Hoge Lama.

## Rolverdeling

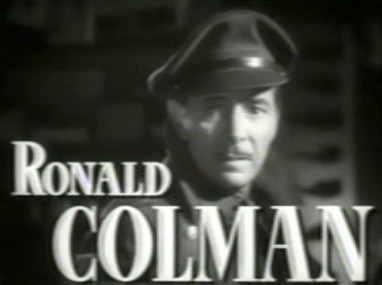
Ronald Colman

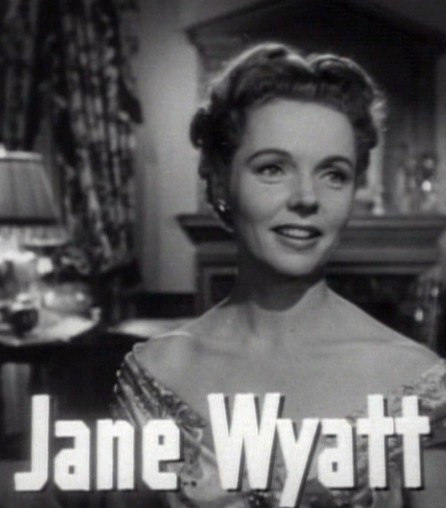
Jane Wyatt

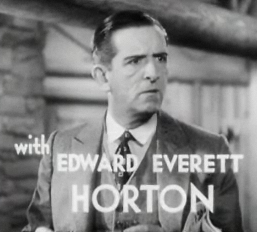
Edward Everett Horton

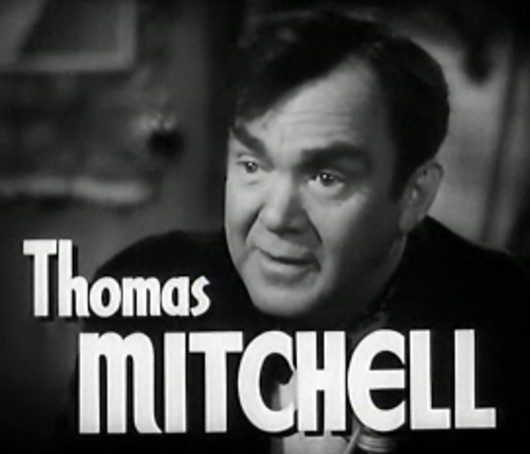
Thomas Mitchell

| Acteur                | Personage                   |
| --------------------- | --------------------------- |
| Ronald Colman         | Robert 'Bob' Conway         |
| Jane Wyatt            | Sondra Bizet                |
| Edward Everett Horton | Alexander P. 'Lovey' Lovett |
| John Howard           | George Conway               |
| Thomas Mitchell       | Henry Barnard               |
| Margo                 | Maria                       |
| Isabel Jewell         | Gloria Stone                |
| H.B. Warner           | Chang                       |
| Sam Jaffe             | High Lama                   |
| Hall Johnson Choir    | Choir                       |

## Achtergrond

### Productie
Volgens filmhistoricus Kendall Miller in zijn documentaire op de Lost Horizon DVD werden de buitenscènes bij het klooster opgenomen op de Columbia Ranch in Burbank. Het kostte anderhalve maand om de benodigde decors daar te bouwen. De buitenscènes in de vallei werden opgenomen in Sherwood Forest (Westlake Village), ten noorden van Los Angeles. Alleen de watervalscène is opgenomen in Palm Springs. De scènes in het besneeuwde landschap werden opgenomen in een opgedroogd meer ten zuiden van de Mojavewoestijn. Enkele van de close-ups in de sneeuw werden opgenomen in een koelcel zodat men de adem van de acteur zou zien, wat de suggestie wekte dat ze zich echt in een koud landschap bevonden.
De film gebruikte ook oud beeldmateriaal uit eerder producties. Zo is de lawinescène afkomstig uit een documentaire. Er waren plannen om de film in kleur op te nemen, maar omdat enkele van deze overgenomen scènes in zwart-wit waren werd besloten de hele film in zwart-wit op te nemen.

### Verloren scènes
Nadat de première van de film tegenviel, verbrandde Frank Capra een van de filmrollen. Het beeldmateriaal dat hierop stond is nooit hersteld en weer in de film geplaatst.
Voor zover bekend is er geen complete editie van de film meer in omloop. Enkele jaren na de première werd een aangepaste versie van de film aangebracht, waarin de blijkbaar communistische thema’s uit de originele versie zijn verwijderd. In totaal was deze versie 27 minuten korter dan de originele versie.
In 1970 werd geprobeerd de film zo veel mogelijk in de oude staat te herstellen. Hiervoor werden veel filmarchieven doorzocht. De originele filmmuziek werd teruggevonden, maar in totaal zeven minuten aan beeldmateriaal is nog altijd zoek.
De UCLA Film and Television Archive en Columbia Pictures hebben de film zo veel mogelijk hersteld. Als vervanging van de nog ontbrekende scènes zijn enkele foto’s toegevoegd. De meest recente video- en DVD-versies van de film bevatten een herstelde versie die zo goed als mogelijk is aansluit op de originele versie.

## Prijzen en nominaties
| jaar | prijs         | categorie                 | genomineerde(n)            | uitslag     |
| ---- | ------------- | ------------------------- | -------------------------- | ----------- |
| 1938 | Academy Award | Best Art Direction        | Stephen Goosson            | gewonnen    |
| 1938 | Academy Award | Beste filmmontage         | Gene Havlick, Gene Milford | gewonnen    |
| 1938 | Academy Award | Beste assistent-regisseur | Charles C. Coleman         | genomineerd |
| 1938 | Academy Award | Beste mannelijke bijrol   | H.B. Warner                | genomineerd |
| 1938 | Academy Award | Beste muziek              | Morris Stoloff             | genomineerd |
| 1938 | Academy Award | Beste film                | -                          | genomineerd |
| 1938 | Academy Award | Beste geluid              | John P. Livadary           | genomineerd |